# Lachenalia longibracteata
Lachenalia longibracteata là một loài thực vật có hoa trong họ Măng tây. Loài này được E.Phillips mô tả khoa học đầu tiên năm 1931.